# 栗村智のおはよう散歩道
栗村智のおはよう散歩道（くりむらさとるのおはようさんぽみち）は、ニッポン放送で2006年10月7日から2007年3月31日まで放送されていた朝の情報番組。

## 番組概要
ニッポン放送は、週末の早朝番組を元同局アナウンサーであった塚越孝が担当して来たが、塚越がニッポン放送のライブドアによる敵対的買収事件に伴う、同局の会社再編でフジテレビに転籍された事に伴い、同じくフジテレビに転籍されたたが四半期で再々転籍された栗村が同枠の番組を担当する事となる。
番組構成は、当該番組の放送枠のメインターゲットであるシニア層に当時、ブームになっていた「ウォーキング（散歩）｣を取り上げ、散歩をしながら聞くラジオとして、雑誌「散歩の達人」とタッグを組んで、「お金をかけずに人生を楽しむ」ライフスタイルを提唱する番組である。
その後、放送から1年経過した2007年3月に、放送枠を1時間拡大しての番組リニューアルに伴い、番組終了。同年4月7日から『栗村智 あなたと朝イチバン』が開始する事となった

## 出演者

### パーソナリティ
- 栗村智 （ニッポン放送アナウンサー）

### アシスタント
- 淵澤由樹（フリーアナウンサー）

## 放送時間
- 土曜 5:00 - 7:00 - 2006年10月7日 - 2007年3月31日

## タイムテーブル
- 5:00　オープニング
- 5:05　ニッポン放送ニュース・ニッポン放送天気予報
- 5:25　心のともしび
- 5:30　音楽モーニングセット（提供:ひまわりホールディングス）
- 5:40　あの人この旅この人生

- 6:05　ニッポン放送ニュース（提供:博多ぽてと）・ニッポン放送天気予報
- 6:10　Thanks Myself（提供:紀伊國屋書店）
- 6:15　セサミ通りのいきいきライフ!（提供:サントリー）
- 6:20　桑江知子と栗村智のヒーリングトリップ（提供:オリンピア）
  - 6:40　「散歩の達人と行く散歩」（提供:東日本高速道路）
- 6:50　東海道五十三次・何歩計クイズ!
- 6:55　エンディング